# Jacob Mahu

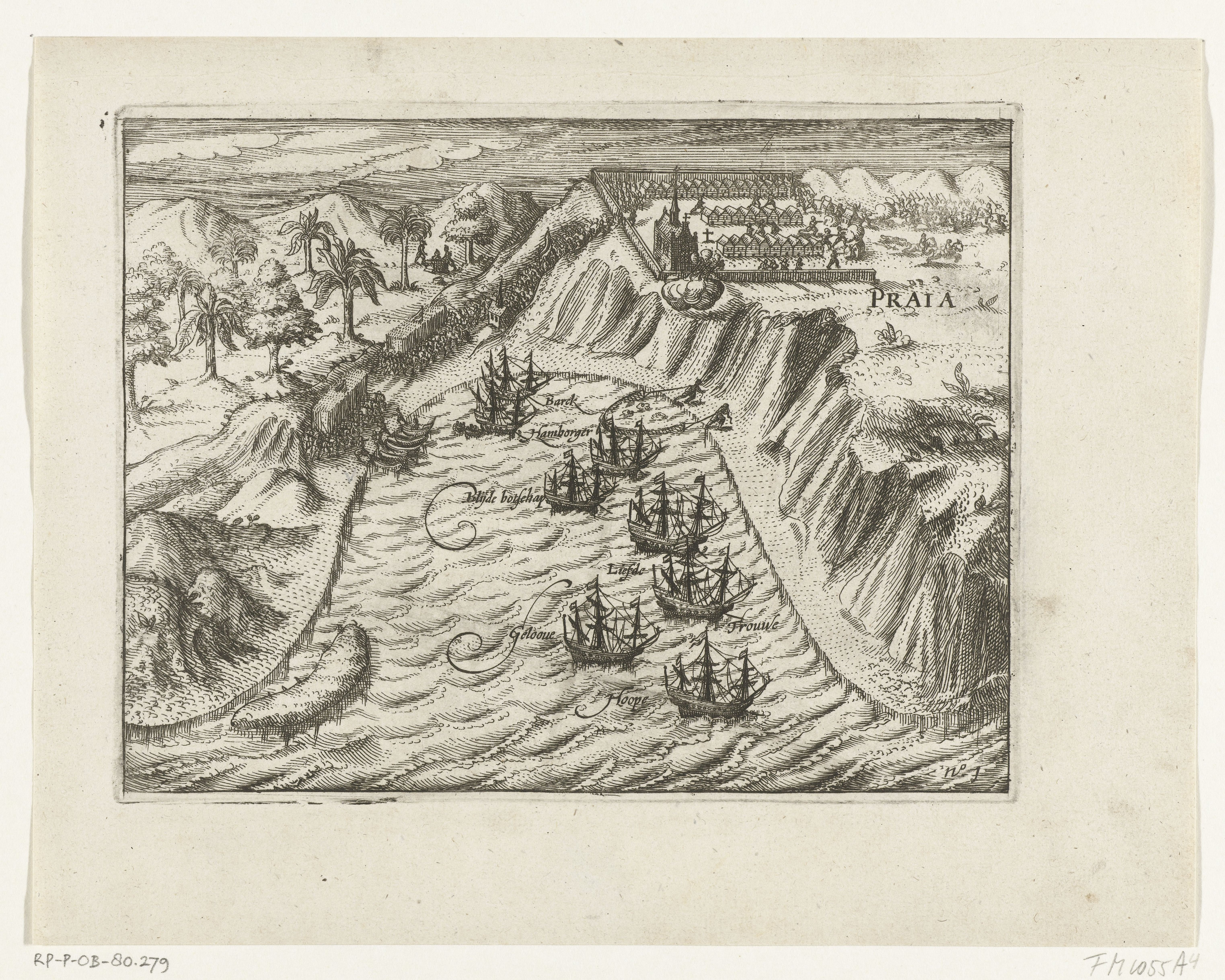
De vloot voor Praia. Illustratie in het Wijdtloopigh verhael uit 1600.

Jacob Mahu of Jacques (1564 - 23 september 1598) was een Zuid-Nederlandse (?) koopman en ontdekkingsreiziger. Hij leidde tot zijn overlijden de eerste expeditie van de Magelhaense Compagnie van juni 1598, die niet via Kaap de Goede Hoop maar via Straat Magellaan naar Indië voer. Tijdens deze expeditie was Mahu admiraal, en voer op het schip De Hoop met aan boord 130 man, velerlei handelswaar en 34 kanonnen. Simon de Cordes was viceadmiraal en voer op de Liefde. In het Wijdtloopigh Verhael van de reis, geschreven door Barent Potgieter, chirurgijn op de Geloof, wordt hij 'een ervaren ende geschickt Coopman' genoemd, die geliefd was 'om zijn beleeftheydt, mildtheydt ende goedt regement'.

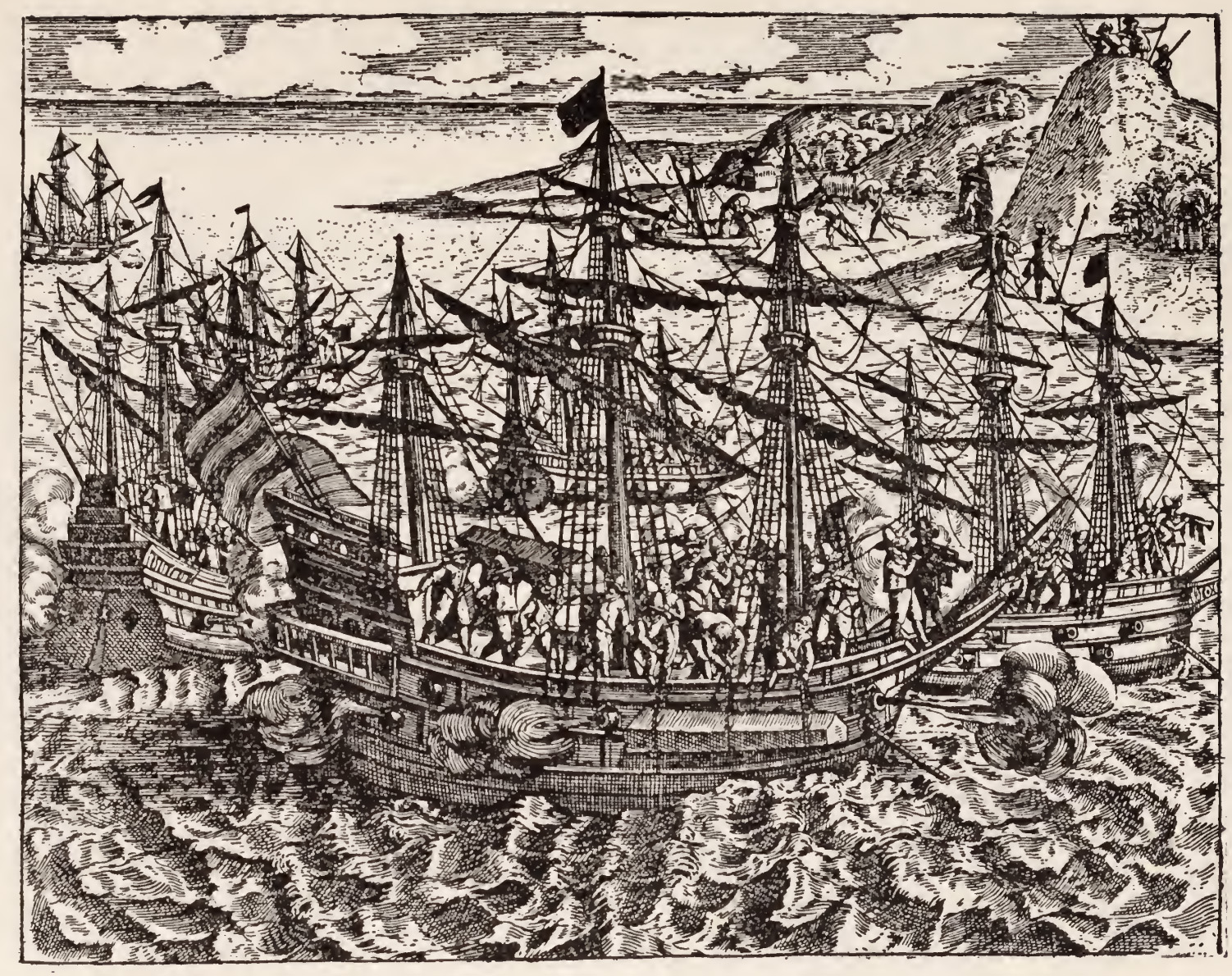
De begrafenis op zee van Jacob Mahu.

Toen de vloot in september bij de Kaapverdische Eilanden aankwam gaven de Portugezen geen toestemming voor het innemen van proviand. Er werd toen een aanval uitgevoerd op Praia, waarbij het Portugese fort veroverd werd, huizen in brand werden gestoken en enkele scheepjes op de rede werden gekaapt. Inmiddels leed een flink deel van de bemanning aan scheurbuik en andere ziektes, vooral op de Hoop. Ter hoogte van Praia kreeg ook Mahu koorts, die rond de 15e verergerde. In de nacht van 23 op 24 september overleed hij. Simon de Cordes volgde hem op als admiraal, en stapte hiervoor over van de Liefde op de Hoop.
Bij het passeren van de Straat Magellaan raakte de vloot door een storm uit elkaar. De Hoop ankerde op 11 november voor het Chileense eiland Mocha. De Cordes en 26 anderen gingen aan wal maar werden allen door Mapuche vermoord. De overigen zeilden naar het eiland Santa Maria en vonden daar de Liefde. Met behoorlijk uitgedunde bemanningen zeilden de schepen 27 november de Grote Oceaan op richting Japan. Alleen de Liefde zou daar aankomen. De Hoop verdween spoorloos.